# Derk
Derk ist als eine niederländische Kurzform von Dietrich ein niederländischer männlicher Vorname.

## Namensträger
- Derk Bodde (1909–2003), US-amerikanischer Sinologe
- Derk Boerrigter (* 1986), niederländischer Fußballspieler
- Derk Jan Eppink (* 1958), niederländischer Journalist und Politiker
- Derk Ringnalda (1924–2004), niederländischer Regierungsmitarbeiter und Politiker